# That Mexican OT
That Mexican OT, pseudonimo di Virgil René Gazca (Bay City, 2 febbraio 1999), è un rapper statunitense di origini messicane.

## Biografia
Lonestar Luchador (2023), primo album in studio del rapper, ha esordito al 59º posto della Billboard 200 e ha prodotto l'estratto Johnny Dang, prima entrata del rapper nella Billboard Hot 100 certificata platino dalla Recording Industry Association of America.
Nel marzo 2024 viene reso disponibile per il consumo Texas Technician, il secondo LP dell'artista a raggiungere la top 100 nazionale; il progetto contiene 02.02.99, seconda entrata del rapper nella Hot 100.
La RIAA gli ha assegnato due ulteriori dischi d'oro per i brani, ciascuno equivalente a 500 000 unità di vendita.

## Discografia

### Album in studio
- 2023 – Lonestar Luchador
- 2024 – Texas Technician
- 2025 – Recess

### Album di remix
- 2022 – Nonsense and Mexican Shit (ChopNotSlop Remix) (con OT Ron C)
- 2023 – Lonestar Luchador (ChopNotSlop Remix) (con DJ Lil Steve)
- 2024 – Texas Technician (ChopNotSlop Remix) (con DJ Lil Steve)

### Mixtape
- 2020 – South Texas Project
- 2021 – Southside Steppin
- 2021 – 1 Double 0
- 2022 – Nonsense and Mexican Shit
- 2023 – The Show Must Go On (con Saxkboy KD)

### Singoli
- 2020 – La muerte
- 2020 – Heart Stopper
- 2020 – Yoppas & Choppas
- 2021 – Peanut Butter Jelly
- 2021 – Call of the Grito
- 2021 – Dirty
- 2021 – Texas Meskin
- 2021 – Sub Zero
- 2021 – Suena (feat. Lil Mexico)
- 2021 – La cobra
- 2021 – Hardest Ese Ever
- 2022 – Ghetto Boys
- 2022 – Padre (con Drodi)
- 2022 – Child's Play
- 2022 – Sidewalk (con Drodi)
- 2022 – V-Man
- 2022 – Hold on Screw
- 2022 – Kick Doe Click
- 2022 – Ben Over
- 2022 – Slap (con Drodi)
- 2022 – Pretty Rick
- 2022 – NBA (con Coldblooded Tyrell)
- 2022 – Ridin' Dirty
- 2022 – Dro-T (con Drodi)
- 2022 – The Devils Tango (con C4Play)
- 2022 – Chingon (con Peso Peso)
- 2022 – No es fácil (con Toonz)
- 2023 – Hear Me
- 2023 – Bow Down (con Drodi)
- 2023 – Just Talking (con Saxkboy KD)
- 2023 – Old Him
- 2023 – Slide
- 2023 – Johnny Dang (con Paull Wall e Drodi)
- 2023 – Barrio (con Lefty Sm)
- 2023 – Rags 2 Riches (con Angel Serna)
- 2023 – Covered in Ice (con Paul Wall)
- 2024 – 02.02.99
- 2024 – Point Em Out (con DaBaby)
- 2024 – AR (con MO3 e BigXthaPlug)
- 2024 – The Ticket (con The Loaded)
- 2024 – 1982 (con Currensy e Les)
- 2024 – Selena (con Peso Peso)
- 2024 – War Wounds (con Maxo Kream e Lil' Keke)
- 2024 – In My Cup (con MG Lil Bubba)
- 2024 – Pull Up (con Renizance)
- 2025 – Tha Kitchen (con Renizance)